# Области звездообразования в Кассиопее
Области звездообразования в Кассиопее — обширный участок звёздного неба, богатый гигантскими молекулярными облаками и ассоциациями ярких горячих голубых звёзд (OB-ассоциациями); как следует из названия, он располагается в направлении земного созвездия Кассиопеи. Наблюдаемая структура Млечного Пути в данной области неба является не единым образованием, а множеством комплексов, разделённых между собой многими тысячами световых лет и видимых с Земли по одной линии один за другим.
Ближайшие к Земле области находятся во внешней границе Рукава Ориона, вторичного рукава нашей Галактики, в котором располагается и Солнечная система. Они состоят, в основном, из большого скопления тёмных туманностей, соединяющихся с комплексом звездообразования в Цефее, и располагаются намного севернее в галактической плоскости. Первые наблюдения этой области произвёл Эдвин Хаббл.
Наиболее заметные, а также наиболее обширные области располагаются в Рукаве Персея, первичном и внешнем по отношению к Солнцу рукаве Галактики, на расстоянии более 7000 световых лет. В отличие от предыдущего случая, эти области не выглядят тёмными, так как расположены почти в галактической плоскости, а в этом направлении пространство более «прозрачное». Здесь расположено несколько особенно ярких OB-ассоциаций, некоторые из которых связаны с известными рассеянными скоплениями, такими как M 103 или NGC 457, а также с молекулярными облаками, особенно хорошо видимыми в восточной части созвездия и связанными с известным Двойным скоплением в Персее.

## Наблюдение
Области звездообразования в Кассиопее располагаются в одноимённом созвездии в северной части Млечного Пути, и эта область хорошо просматривается из северного полушария. Однако, несмотря на огромные размеры, даже самые яркие туманности этого комплекса недоступны наблюдению невооружённым глазом или даже небольшими приборами. Более того, в этом направлении яркие звёзды очень редки, а общее количество звёзд меньше, чем в других частях галактического диска; даже сама полоса Млечного Пути выглядит весьма неровно и пересекается большими тёмными полосами из-за присутствия не пропускающих свет толстых слоёв пыли.
Имея очень северное склонение (порядка 65°), созвездие Кассиопеи, а также относящиеся к ней туманности, является околополярным для большей части северного полушария и представляет из себя классический северный астеризм осенних вечеров, который можно видеть в зените в России, северной Европе и Канаде. Для южного полушария, напротив, наблюдение этой области неба ограничено, а для большой части территории созвездие и вовсе не выходит из-за горизонта.
Ближайшие к нам области из этого комплекса относятся к рукаву Ориона и расположены в нескольких градусах к северу от галактического экватора. Ни одну из них нельзя увидеть без помощи телескопа: в этой части они сильно переплетены с тёмными туманностями, лишь изредка перемежающимися с относительно яркими отражательными туманностями. Ассоциации молодых звёзд скрыты от наблюдения аналогичным образом: участок неба, где они должны быть видимы, выглядит как далёкий «разлом» на фоне яркого Млечного Пути. Напротив, все области звездообразования Кассиопеи, находящиеся в рукаве Персея и отдалённые от нас на 8000 световых лет, прекрасно видны даже в бинокль или любительский телескоп: благодаря своему положению относительно галактического экватора они менее затемнены. В этой части Галактики расположена бо́льшая часть рассеянных скоплений Кассиопеи, таких как M 103, NGC 457 и NGC 663, вместе с несколькими примечательными туманностями северного полушария, такими как Душа и Сердце, относящимися к одной большой области звездообразования.